# トリニトライ
トリニトライ(TRINITRY)は、日本のソフトウェアブランド。株式会社オフィスエランが運営する。オーディオとビジュアルを強化した形態での電子書籍と関連商品を展開している。
同ブランドでは、自社ノベルソフトをオーディオビジュアルノベルと呼称している。一般に他ノベルソフトブランドでは、ゲーム性を付加したストーリー分岐・マルチエンディングを採用している例が多いが、同ブランドではそれらを廃し、あくまで小説のマルチメディア化であることに拘った作風が特徴。ノベル本文の表示についても、比較的精密な縦書き表示に対応している。
作品表現としては、生録BGMの採用や作中の全セリフに声優のフルボイス収録が行われる。イラストも全編にわたって表示されるが、要所での表示（とはいえ数十枚以上に及ぶ）でありライトノベルと呼称される事の多い若年向き小説での「挿絵」の使い方に近い。マルチメディア化の方向としてはデザインテイストを含む各素材の品位を重視した手法であり、特に音楽性と声優のキャスティングは拘りが見られる。
作中楽曲の販売はコロムビアミュージックエンタテインメント、作中の衣装協力はプーマジャパン、特設展示運用は紀伊國屋書店など、既存メジャー企業とのコラボが多いことも特徴。

## 作品一覧
オーディオビジュアルノベルシリーズ(for Windows)
- ライフウィズアイドル(ASIN:B001DFQ3YI)
- ライフウィズアイドル2 -機械のカナリア-(ASIN:B001DFQ3YI)
- 探偵モノ（仮称）（2008年10月イベントにて開発予定を発表）

音楽CD
- ライフウィズアイドル プレゼンツ! スリーナイツ・オン・CD -RED-」(ASIN:B0026MHN4Q)